# Melitaea delunata
Melitaea delunata är en fjärilsart som beskrevs av Schultz 1908. Melitaea delunata ingår i släktet Melitaea och familjen praktfjärilar. Inga underarter finns listade i Catalogue of Life.